# Secretaria de Gobierno de Montevideo
La Secretaría General es un organismo de gobierno de la Intendencia de Montevideo.Forma parte del gabinete departamental.

## Dependencias
Tiene a su cargo la gestión de los siguientes organismos, inclusive la gestión del canal público de la capital. El Centro de Fotografía de Montevideo,  TV Ciudad y  Unidad Agroalimentaria Metropolitana

## Titulares

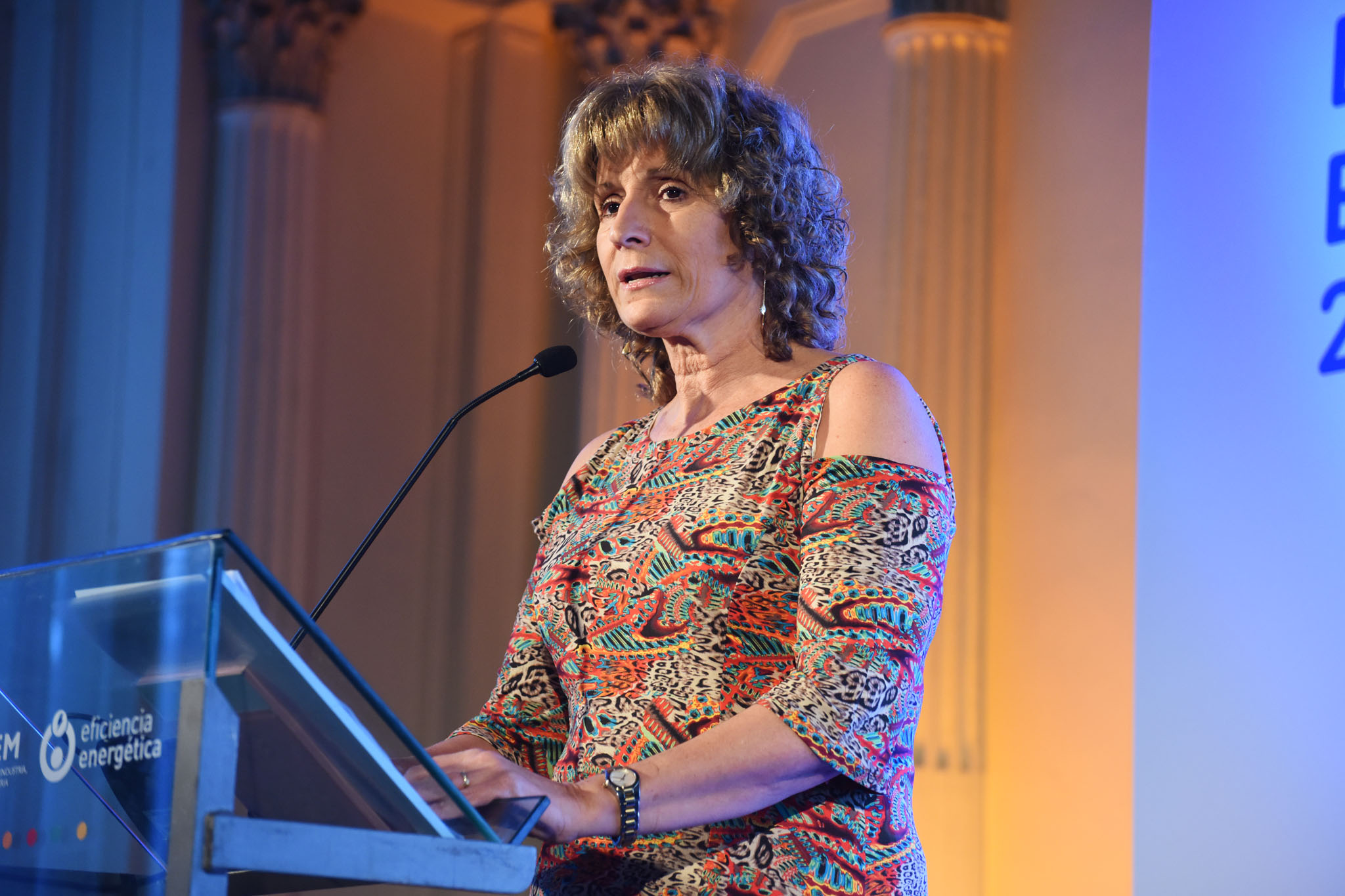
Olga Otegui

Según la normativa, Otegui es la primera en la línea de sucesión, ante ausencia de la Intendenta de Montevideo. Entre sus funciones tiene la gestión directa en las relaciones públicas y exteriores del gobierno departamental, incluida la participación y coordinación del gabinete. Su cargo es acompañado por la figura del prosecretarío.
Desde el 26 de noviembre de 2020, la titular de la Secretaría es Olga Otegui.

## Autoridades
En la actualidad la Secretaría se compone de las siguientes áreas y autoridades.
| División                                      | Titular                 |
| --------------------------------------------- | ----------------------- |
| Planificación Estratégica Institucional       | Cra. Ornella Sedano     |
| Coordinación Institucional                    | Juan Canessa            |
| Oficina de Inversiones                        | Ec. Isabella Antonaccio |
| Prosecretaría General                         | Daniel González         |
| Información y Comunicación                    | Marcela Brener          |
| Relaciones Internacionales y Cooperación      | Fabiana Goyeneche       |
| Unidad Agroalimentaria de Metropolitana (UAM) | Ing. Agr. Daniel Garín  |
| Asesoría para la Igualdad de Género           | Solana Quesada          |
| Archivo Central de Montevideo                 | Mary Alvez              |
| Gestión Presupuestal S. Gral.                 | Nedies Olmedo           |
| Oficina Central de Secretaría General         | Elizabeth Galli         |

## Personas que han ocupado la titularidad de la Secretaría
| Titular           | Nombramiento | Cese     |
| ----------------- | ------------ | -------- |
| Azucena Berrutti  | 1990         | 1995     |
| María Julia Muñoz | 1995         | 2004     |
| Laura Fernández   | 2004         | 2005     |
| Hyara Rodríguez   | 2005         | 2009     |
| Alejandro Zavala  | 2009         | 2010     |
| Ricardo Pratto    | 2010         | 2015     |
| Fernando Nopitsch | 2015         | 2020     |
| Olga Otegui       | 2020         | presente |